# كالوم ماكليود
كالوم ماكليود (15 نوفمبر 1988 في المملكة المتحدة - ) (بالإنجليزية: Calum MacLeod)‏ هو لاعب كريكت بريطاني. شارك مع منتخب اسكتلندا الوطني للكريكت. أما مع النوادي، فقد لعب مع نادي وارويكشاير للكريكيت ‏ ونادي مقاطعة دورهام للكريكت ‏.

## وصلات خارجية
- كالوم ماكليود على موقع إي آس بي آن كريك إنفو (الإنجليزية)